# 3291 Dunlap
3291 Dunlap este un asteroid din centura principală, descoperit pe 14 noiembrie 1982, de Hiroki Kosai și Kiichiro Hurukawa.